# Kō no Moroyasu
Kō no Moroyasu est un nom japonais traditionnel ; le nom de famille (ou le nom d'école), Kō, précède donc le prénom (ou le nom d'artiste).
Kō no Moroyasu (高 師泰) (? - 25 mars 1351) avec son frère Moronao et son cousin Morofuyu, est un des principaux généraux du shogun Ashikaga Takauji durant les guerres de l'époque Nanboku-chō.
En 1335, il est envoyé à l'ouest de Kamakura, la capitale, à la tête d'une grande armée. L'objectif est d'assurer le contrôle du shogun sur la région et de se préparer à une attaque à l'ouest, en élargissant le pouvoir du shogun. Cependant, la cour impériale envoie son armée, soutenue par des guerriers de tout le pays, contre le shogunat et contre Moroyasu et Moronao en particulier. Cette armée, dirigée par Nitta Yoshisada, rencontre la force de Moroyasu le 10 décembre et les deux armées s'affrontent de nouveau dix jours plus tard.
Après un certain nombre d'escarmouches, l'armée de Moroyasu, bien que renforcée par des hommes commandés par Ashikaga Tadayoshi, est vaincue et se retire dans les montagnes de Hakone. Là, une autre série d'escarmouches a lieu, entraînant finalement la destruction de la force impériale de Nitta lorsque le shogun arrive avec des renforts.
Le Taiheiki, épopée consacrée aux événements de cette période, décrit les frères Kō comme des bandits avides. Cette description est très probablement exacte. Au cours de leur carrière, les deux frères sont extrêmement utiles à Takauji mais à cause de leurs caractères violents, lui créent également beaucoup d'ennemis puissants. Plus important encore, Moronao est farouchement opposé à Tadayoshi, frère cadet de Takauji, et à sa politique. Cette inimitié est le principal élément déclencheur de l'incident de Kan'ō, guerre civile extrêmement clivante et dommageable entre Takauji et Tadayoshi, avec des répercussions très graves pour l'ensemble du pays.
Bien que  finalement vainqueur, Takauji est d'abord battu en mars 1351 par Tadayoshi et une trêve est convenue avec l'aide du maître zen Musō Soseki, proche des deux partis. Une des conditions posées par Tadayoshi est que les frères Kō se retirent définitivement de la politique et deviennent moines, ce qu'ils font. Moronao se fait moine zen et Moroyasu devient membre de la fraternité Nembutsu. Ils quittent plus tard Hyōgo pour Kyoto accompagnés de Takauji mais ils n'arrivent jamais à destination. Les frères Kō sont capturés puis exécutés avec des dizaines de membres de leur famille au bord de la Muko-gawa par des forces emmenées par Uesugi Akiyoshi le 25 mars 1351 (ère Kan'ō 2, 27e jour du e mois) pour se venger de leur assassinat du père d'Akiyoshi Shigeyoshi,. Impuissant, Takauji doit les livrer à Akiyoshi.

## Source de la traduction
- (en) Cet article est partiellement ou en totalité issu de l’article de Wikipédia en anglais intitulé « Kō no Moroyasu » (voir la liste des auteurs).